# Chunchanahalli, Nagamangala
Chunchanahalli là một làng thuộc tehsil Nagamangala, huyện Mandya, bang Karnataka, Ấn Độ.